# غروسر برايس ديس كانتونس أرجو 2018
غروسر برايس ديس كانتونس أرجو 2018 (بالفرنسية: Grand Prix du canton d'Argovie 2018)‏ هو سباق دراجات هوائية، وهو الموسم رقم 55 من السباق، وأقيم في 7 يونيو 2018، وامتدّ لمسافة 185.9 كيلومتر، وهو أحد سباقات طواف أوروبا للدراجات 2018، وهو من نوع سباق يوم واحد، وهو من نوع سباق الدراجات، وقد شارك في السباق 126 متسابقاً ووصل إلى نهايته 92 متسابقاً.
فاز فيه بالمركز الأول ألكسندر كريستوف، وبالمركز الثاني فرانسيسكو جافازي، وبالمركز الثالث ماركو كانولا.

## الفرق
| فرق عالمية (6)- UAE Team Emirates - AG2R La Mondiale - Bora-Hansgrohe - Dimension Data - Katusha-Alpecin - Trek-Segafredo فرق قارية محترفة (7)- أندروني جوكاتولي-سيدرمك 2018 ‏ - نيبو-فيني فانتيني-يوربا أوفيني 2018 ‏ - غازبروم روسفيلو ‏ - سبورت فلاندرين بالويس 2018 ‏ - ويلير تريستينا-سيل إيطاليا 2018 ‏ - Vérandas Willems-Crelan ‏ - Wanty-Groupe Gobert فرق قارية (4)- أموري وفيتا - برودير ‏ - Akros–Excelsior–Thömus ‏ - MG.K vis Colors for Peace ‏ - فريق فورارلبرغ 2018 ‏ فريق وطني- فريق سويسرا لركوب الدراجات 2018 ‏ |  |
| |  |

## التصنيف العام النهائي
| التصنيف العام | التصنيف العام      | التصنيف العام | التصنيف العام                   | التصنيف العام     |        |
| الدراج        | الدراج             | البلد         | الفريق                          | الوقت             | السرعة |
| ------------- | ------------------ | ------------- | ------------------------------- | ----------------- | ------ |
| 1.            | ألكسندر كريستوف    | النرويج       | فريق الإمارات                   | 4 س 18 دقيقة 24 ث |        |
| 2.            | فرانسيسكو جافازي   | إيطاليا       | Androni Giocattoli-Sidermec     | + 0 ث             |        |
| 3.            | ماركو كانولا       | إيطاليا       | Nippo-Vini Fantini-Europa Ovini | + 0 ث             |        |
| 4.            | شون دي بي          | بلجيكا        | Verandas Willems-Crelan         | + 0 ث             |        |
| 5.            | Kevin Deltombe ‏    | بلجيكا        | Sport Vlaanderen-Baloise        | + 0 ث             |        |
| 6.            | أندريا باسكولون    | إيطاليا       | Wanty-Groupe Gobert             | + 0 ث             |        |
| 7.            | فيليكس جروس شارتنر | النمسا        | بورا هانسغروه                   | + 0 ث             |        |
| 8.            | لوكا باسيوني       | إيطاليا       | ويلير تريستينا-سيل إيطاليا      | + 0 ث             |        |
| 9.            | سيلفان ديلير       | سويسرا        | أيه إل أم                       | + 0 ث             |        |
| 10.           | جوراج ساغان        | سلوفاكيا      | بورا هانسغروه                   | + 0 ث             |        |

## وصلات خارجية
- الموقع الرسمي
- لمحة عن سباق غروسر برايس ديس كانتونس أرجو 2018 على موقع  ProCyclingStats   (برو  سايكلنج  ستاتس) - إحصاءات  محترفي  الدراجات.
- غروسر برايس ديس كانتونس أرجو 2018 على موقع إحصائيات الدراجات الإحترافية (الإنجليزية)